# Dědičnost proti prostředí
Nature versus nurture (anglicky také jako nature vs. nurture, česky též přirozenost versus výchova, přirozenost proti výchově nebo dědičnost proti prostředí je vědecký i filozofický spor o tom, co určuje rozvoj charakteru a sociálních vlastností člověka – zda je to biologie (genetický základ, hormony, přirozenost atd.) nebo prostředí (výchova, vzdělání, techné atd.).
Nature v podstatě znamená genetické a fyziologické faktory, které formují každý živý organismus, proti tomu nurture se pojí v širším smyslu k veškerému okolí, tedy ke všemu, co ovlivňuje živý organismus (společnost, rodina, autority, strava – lidská výživa apod.)
Autorem anglického terminu je Francis Galton.
Výzkum rozporu mezi nature a nurture přetrvává dodnes. Podle služby Google Ngram Viewer se termín „nature vs nurture“ v evidované anglicky psané literatuře začíná objevovat kolem roku 1900. Od roku 1960 je možné pozorovat stálý nárůst, který znamená přibližně zpětinásobení výskytu mezi roky 1960 a 2008. Metaanalýza za posledních 50 let statisticky ukazuje v průměru na přibližně stejný podíl u sledovaných vlivů. Model nemocí ale ukazuje, že jsou spíše způsobeny výlučně dědičností nebo výlučně prostředím, ale nikoli kombinací obou těchto faktorů.
Ovšem jisté znaky (chování) nemusí způsobovat dědičnost („biochemie“) ani prostředí („sociologie“, „ekologie“), ale jsou spíše determinovány fyzikou. Každopádně chování nemůže být kódováno dědičně. Rakovinu může vedle dědičnosti a prostředí určovat také neštěstí, které způsobuje například náhodné mutace kmenové buňky.

## Filosofie
Existují tři základní filosofické náhledy na otázku dědičnosti a prostředí: empirismus, nativismus a interakcionismus.
Empiristé vycházejí z předpokladu, že člověk se rodí jako „nepopsaný list“ (tabula rasa), který je potřeba popsat (Komenský, Rousseau, A. Gesell). Podle empiristů jsou psychologické a behaviorální znaky jedinců výsledkem učení. Výchova formuje psychologicky významné aspekty vývoje jedince. Empirismus dále vysvětluje kojenecké přimknutí k matce jako naučené opětování mateřské lásky, jazyk vychází z napodobování řeči druhých a kognitivní vývoj závisí na stupni stimulace okolím. Podle Bandury a jeho teorie sociálního učení je agrese naučená z prostředí pozorováním a napodobováním. Skinner věřil, že jazyk se lidé učí od ostatních lidí přes operativní podmiňování a je tedy plně v moci prostředí. K učení však dochází již před narozením, takže i vliv těhotenství (například fetální alkoholový syndrom) musí být brán v úvahu jako vliv prostředí. Nedávná analýza 172 kmenů ukázala, že sociální učení převažuje v adaptaci chování.
Opačný pohled na věc zastávají nativisté. Jejich základní předpoklad staví na myšlence, že charakteristiky lidského druhu jako celku jsou produktem evoluce a že individuální rozdíly jsou způsobeny unikátním genetickým kódem každého jedince. Čím dříve ve vývoji se zkoumaný znak jedince projeví, tím je pravděpodobnost genetické podmíněnosti vyšší. Znaky, které nejsou pozorovatelné při narození, jsou vysvětlovány jako zrání. Jednotlivé změny během vývoje jedince tak považují za časově podmíněné a předem nastavené. Příkladem těchto předem nastavených vývojových změn je puberta. Nativisté dále argumentují geneticky podmíněnou vazbu na rodiče v kojeneckém věku, osvojování jazyka a kognitivní vývoj osobnosti. Příkladem krajního nativismu je Bowlby s teorií citové vazby, který prohlíží na pouto mezi matkou a dítětem jako vrozený proces, který zajišťuje přežití. Ovšem citová vazba se rozvíjí až po narození a byl zjištěn vliv rodičů. Stejně tak Chomsky považuje učení jazyka za schopnost na základě vrozených vlastností. Ovšem experimentálně se ukazuje, že gramatika je spíše naučená. Zastáncem nativismu byl i Freud s jeho teorií agrese jako vrozené motivace. I zde se ukazuje, že nemůže být čistě vrozená.
Interakcionismus je považován za kombinaci obou zmíněných pojetí.

## Dědičnost
Je důležité si uvědomit, že pojem dědičnost se vztahuje pouze ke stupni genetické variability znaků mezi jedinci. Dědičnost tedy nereferuje, z jaké části k určitému rysu jedince přispívají faktory prostředí nebo genetické výbavy. Rysy jedince jsou vždy komplexní a obsahují obě složky. I znaky pro jinak silně geneticky podmíněné vlastnosti, jako je barva očí, určuje prostředí v průběhu ontogenetického vývoje (např. určité rozsahy teplot, obsahu kyslíku, atd.). Navíc jistou roli v dědičnosti hrají například i priony.
Naproti tomu index dědičnosti statisticky kvantifikuje, jakou roli na rozdílu ve sledovaném znaku mezi jednotlivci hraje rozdíl v genetické informaci, kterou tito jedinci nesou. U zvířat, kde je možné měnit prostředí experimentálně, lze zkoumat dědičnost poměrně snadno. Takovéto pokusy nejsou u lidí přípustné z etického hlediska. Tento problém lze vyřešit tím, že se najde existující populace lidí, která svou existencí odráží podmínky experimentu, který by býval výzkumník zamýšlel vytvořit. Pro tento proces je typická metoda dedukce.
Jeden způsob, jak určit podíl genů a prostředí na rysech, je studovat dvojčata. V jedné studii porovnávali jednovaječná dvojčata vychovávaná od sebe ve srovnání s náhodně vybranými páry lidí. Jednovaječná dvojčata sdílela stejné geny, ale různé rodinné prostředí. V jiné studii dvojčat byla jednovaječná dvojčata vychována společně (sdílela tak rodinné prostředí a geny) jsou ve srovnání s dvojvaječnými dvojčaty vychovaných společně (která sdílela rodinné prostředí, ale jen polovinu svých genů). Dalším způsobem, který umožňuje odloučení vlivu genů od prostředí je adopce. V jedné studii adopce byli biologičtí sourozenci chování během společně (sdíleli stejné rodinné prostředí a půlku genů) porovnáni s adoptivními sourozenci (kteří sdíleli rodinného prostředí, ale geny ne).
V mnoha případech bylo zjištěno, že geny významně přispívají k výsledným rysům jedinců, včetně psychologických charakteristik, jako jsou inteligence a osobnosti. Přesto se dědičnost může v různých případech lišit. Například deprivace v oblasti životního prostředí jistě změní poměr, v jakém oba faktory přispívají k výslednému souboru rysů jedince. Následující tabulka udává míru dědičnosti různých znaků:
| Nízká dědičnost  | Střední dědičnost | Vysoká dědičnost |
| ---------------- | ----------------- | ---------------- |
| Specifický jazyk | Hmotnost          | Krevní typ       |
| Specifická víra  | Pobožnost         | Barva očí        |

Studie dvojčat a adoptivní studie mají metodologické limity. Mezi ně patří například nízká škála prostředí, ve kterých se odehrávají. Většina studií se uskutečnila v západních zemích prvního světa. Výsledky těchto studií tak nemusí reflektovat situaci v chudších zemích. Oba typy studií navíc závisí na určitých předpokladech, jako je stejné prostředí ve studiích dvojčat a v adoptivních studiích se zase nepočítá s efekty období před samotnou adopcí. Klasické studie dvojčat často používají zjednodušené matematické předpoklady, když například neuvažují vliv vzájemné korelace prostředí a genů, a tudíž podávají zkreslené výsledky.

### Dědičnost inteligence
Pro rozvoj inteligence je potřeba kombinace dědičnosti a prostředí. Je potřeba mít vhodné genetické dispozice. Vývoj genetických predispozic je třeba stimulovat a rozvíjeny ve vhodném podnětném prostředí. To je v prvních letech života zastupováno rodinou, která je tady důležitým faktorem pro vývoj inteligence v raných fázích. Postupně do vývoje vstupují vrstevnické skupiny a širší okolí, které mají významný vliv na formování intelektu. Role rodiny je významná i v pozdějších fázích vývoje nadaného jedince a je komplementární ke školní výuce zejména nižšího stupně. Klíčová je i role školy a jejího příznivého prostředí. Školy by se měly mít implementovány mechanismy pro podporu nadaných žáků z důvodu využití potenciálu nadaných žáků.
Následující tabulka udává vztah IQ a korelační koeficienty mezi různými skupinami:
| GENETICKÝ VZTAH        | KORELAČNÍ KOEFICIENT MEZI SKÓRY IQ |
| Jednovaječná dvojčata  |                                    |
| – vyrůstající spolu    | 0.86                               |
| – vyrůstající odděleně | 0.72                               |
| Dvojvaječná dvojčata   |                                    |
| – vyrůstající spolu    | 0.60                               |
| Sourozenci             |                                    |
| – vyrůstající spolu    | 0.47                               |
| – vyrůstající odděleně | 0.24                               |
| Rodiče/děti            | 0.40                               |
| Rodiče/nevlastní děti  | 0.31                               |
| Bratranci/sestřenice   | 0.15                               |

## Psychologie
V psychologii existuje několik obecných přístupů k otázce dědičnosti a prostředí. Následující soupis řadí názorové proudy v psychologii postupně od preferujících přírodu po ty, co preferují prostředí:
- Biologický přístup klade důraz na genetiku a neurologické vysvětlení chování.
- Psychoanalýza považuje sociální charakteristiky za získané během výchovy, vyjma agrese, kterou považuje za vrozenou.
- Kognitivní psychologie uznává vrozenou schopnost poznávání a paměti, které jsou neustále ovlivňovány prostředím.
- Humanismus vyzdvihuje fyzické potřeby člověka a společenské ovlivnění osobnosti jedince.
- Behaviorismus pokládá všechno chování za podmíněně naučené skrze prostředí (včetně společnosti).

## Geny a jejich exprese prostředím
Do celého historického sporu míry vlivu prostředí a dědičnosti vstoupil nový aspekt – epigenetika, studující změny v genové expresi. Geny jsou totiž pružnější, než se myslelo za dob Darwina a jeho evoluční teorie. Geny jsou ve stálé interakci s prostředím, které se také neustále mění a není homogenní. Geny jsou však ale stále příliš pomalé, aby sami vysvětlily například změny chování či novodobý nárůst obezity. Prostředí tak v evoluci člověka hraje významnější roli než genetika.
Genetický kód je souhrn informací obsahuje údaje o tom, jaké proteiny potažmo buňky mají v organismus vznikat, avšak která část z této informace se použije, záleží z velké části na okolním prostředí (zdroji materiálu pro proteiny) – jedná se o genetickou expresi prostředím. Genetická informace tak udává omezení, v jakých mezích se mohou vlastnosti jedince daného druhu měnit. Prostředí pak určuje, která část genetické informace se použije skrze expresi genetické informace.
Genetická exprese prostředím je z evolučního hlediska výhodná. Změna genetické informace se počítat na počet generací potřebných ke změně, kdežto změna exprese genetické informace v některých případech zabere jednotky hodin.
Výzkumy ukazují, že nejlepší genové exprese je dosaženo stravou s rozložením lipidů, bílkovin a sacharidů přibližně v rovnoměrném rozložení po jedné třetině. Tímto rovnoměrným rozložením se myslí jejich energetická hodnota. Sacharidy společně s bílkovinami mají shodně 17 kJ na gram. Lipidy mají energetickou hodnotu 38 kJ na gram.
Naopak strava s 65% sacharidů, což je blíže obecně doporučovanému podílu, způsobuje expresi genů spojených se záněty a rozvojem kardiovaskulárních onemocnění, některých druhů rakoviny, demence a diabetes typu 2 – všechny hlavní životní styl související onemocnění. Nízko-sacharidová strava projevila stejný nedostatek, i když v menším měřítku.
Efekty stravy na genovou expresi byly zkoumány za vyrovnané energetické rovnováhy a vznikají za přispění insulinu. Otázka vlivu rozložení makronutrientů na genovou expresi v režimu kalorického přebytku či deficitu není zodpovězena. Lze ale předpokládat, že důležitost správného poměru živin poroste s velikostí celkového energetického příjmu. Výsledky změny stravy byly zjistitelné již po 6 dnech.
Strava dospělého člověka vyvolává změny ve všech buňkách lidského těla – i spermie a vajíčka – a že tyto změny mohou být přeneseny na potomstvo.
Nedávné studie ukázaly, že výživa může změnit zdraví a vzhled u myší klonovaných z embryí. Ty vykazovaly radikální rozdíly v barvě srsti, hmotnosti a riziku chronických onemocnění v závislosti na tom, jak byla matka krmena během těhotenství.
Další studie za použití myší jako modelu ukázaly, že mláďata myší, které byly překrmovány (kalorický přebytek) trpěly metabolickým syndromem – inzulinové rezistencí, obezitou a nesnášenlivostí glukózy. Těmito problémy trpěli i další generace myší, aniž by byly překrmovány. Exprese se v některých případech získává na více generací. Toto zjištění je zajímavé v tom, že se do té doby mělo za to, že jsou všechny epigenetické změny zrušeny při dělení embryí. Mechanismus epigenetického dědění je zatím neznámý.
Lidské matky, které na začátku těhotenství přijímaly nízkosacharidovou stravu porodily potomky s odlišnou genetickou expresí. Změna byla nalezena v RXRA genu ovlivňujícím výstavbu receptoru vitaminu A, který se podílí na buněčném metabolismu lipidů, který byl tímto alterován. Tyto děti měli ve věku od 6 do 9 let o čtvrtinu více tuku než vrstevníci.
Děti narozené matkám v průběhu nizozemského hladomoru na konci druhé světové války byly později v životě náchylnější k různým nemocem a obtížím, jako je snížená tolerance glukózy a zvýšený výskyt kardiovaskulárních onemocnění. Tyto efekty byly závislé na načasování a rozsahu nedostatku potravin v průběhu těhotenství.
V současné době se začíná ukazovat, že i mužská část genetické informace podléhá epigenetice a tak je mužské zdraví podstatné pro kvalitu potomků.
Ke kladné genetické expresi může vést například i cvičení jógy, kde byl prokázán přínos na imunitním systému. Byla zaznamenána genetické exprese 111 genů imunitních buněk během 2 hodin po zahájení cvičení. Tyto zjištěná tak potvrzují dříve hlášené účinky jógových praktik, které mají svou přínosnou složku fyziologicky podmíněnou na molekulární úrovni, která probíhá v řádu hodin a může tvořit základ pro dlouhodobě stabilní účinky. I prostý poslech hudby ve spojení s chůzí dokázal změnit expresi 38 genů.
Podle aktuálních poznatků je možno prodloužit život potomků na základě epigenetických změn až o 30 %. Studie provedena v modelovém organismu hlístici. Ty jako model vykazují podobné genetické charakteristiky jako lidé s tou výhodou, že mají kratší životní cyklus. Podobné snahy jsou vyvíjeny i u myší. Jaké budou implikace u lidí je v současné době otázkou.
Fyzické i sociální prostředí dětí ovlivňuje (methylace DNA) jejich následné zdraví.

## Teorie dvojité dědičnosti
Teorie dvojité dědičnosti (anglicky dual inheritance theory) vznikla kolem roku 1980, aby vysvětlila lidské chování jako působení (koevoluce) genetické evoluce (genetický drift) a kulturní evoluce (kulturní drift) skrze sociální učení. Příkladem je intolerance laktózy, na kterou měl vliv vznik zemědělství po neolitické revoluci. Geny samotné nemohou vysvětlit rychlé změny vývoje chování (schopností) a tedy učení je efektivnější způsob dědičnosti. Kumulativní kultura je doložena i u šimpanzů a orangutanů či holubů.